# 地球温暖化対策推進本部

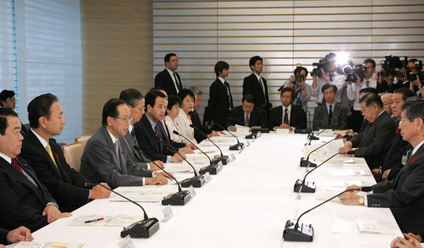
地球温暖化対策推進本部の会合（2007年10月2日、総理大臣官邸にて）

地球温暖化対策推進本部（ちきゅうおんだんかたいさくすいしんほんぶ、英語：Global Warming Prevention Headquarters）は、地球温暖化対策の推進に関する法律に基づき内閣に設置されている日本の行政機関の一つである。地球温暖化対策を総合的かつ計画的に推進するための機関であり、主任の大臣は内閣総理大臣である。

## 沿革
- 1997年（平成9年）12月10日、気候変動に関する国際連合枠組条約第3回締約国会議（京都）において京都議定書が採択
- 1997年（平成9年）12月19日、（旧）地球温暖化対策推進本部を閣議決定により内閣に設置
- 1998年（平成10年）6月19日、地球温暖化対策推進大綱を本部決定
- 2002年（平成14年）3月19日、新たな「地球温暖化対策推進大綱」を本部決定
- 2002年（平成14年）6月4日、日本国が京都議定書を締結
- 2002年（平成14年）6月7日、改正「地球温暖化対策の推進に関する法律」を公布
- 2005年（平成17年）2月16日、京都議定書が発効。「地球温暖化対策の推進に関する法律」の改正法が施行され、法律に基づく本部として改めて内閣に設置
- 2005年（平成17年）2月18日、（旧）地球温暖化対策推進本部の廃止を閣議決定
- 2005年（平成17年）4月28日、京都議定書目標達成計画を閣議決定

## 構成
- 本部長 - 内閣総理大臣
- 副本部長 - 内閣官房長官、環境大臣、経済産業大臣
- 本部員 - その他のすべての国務大臣

## 法令
地球温暖化対策の推進に関する法律（1998年法律第117号）